# أنجيلا ديفيس
أنجيلا إيفون ديفيس (بالإنجليزية: Angela Yvonne Davis)‏ (ولدت 26 يناير 1944،برمنغهام، ألاباما)، وفي السبعينيات كانت رمز لحركات[ ؟ ] أخذ حقوق المعتقلين[ ؟ ] السياسيين، وكانت ناشطة في مجال حقوق الإنسان الأمريكية، فيلسوفة، وكاتبة إنسانية. بالإضافة إلى ذلك في أنه في أعوام 1980 و1984 رشحت لمنصب[ ؟ ] نائب الرئيس الأمريكي بالحزب الأمريكي الشيوعي بالولايات المتحدة الأمريكية.
دعمت أنجيلا ديفيس النضال من أجل حرية الزنوج الأمريكان، وبسبب عملها كعضو[ ؟ ] بالحزب الشيوعي الأمريكي، فقد قامت بالدفاع[ ؟ ] في المحاكمة بسوليداد اوتشلو ضد هجوم الحكومة بالولايات المتحدة الأمريكية، وذلك أثناء الحرب الباردة مع الاتحاد السوفيتى. وقد دخلت ديفيس إلى قائمة المتهمين اللذين يتم البحث عنهم والهاربين بالفيدرالية، وذلك بسبب إتهامها باحتمالية ارتكاب ذنب[ ؟ ] ، وتم إلقاء القبض عليها، ولكن أفرج عنها بعد ذلك. وفي الفترة من 1991 ل فبراير 1995 عُينت كرئيس لجامعة كاليفورنيا.

## حياتها

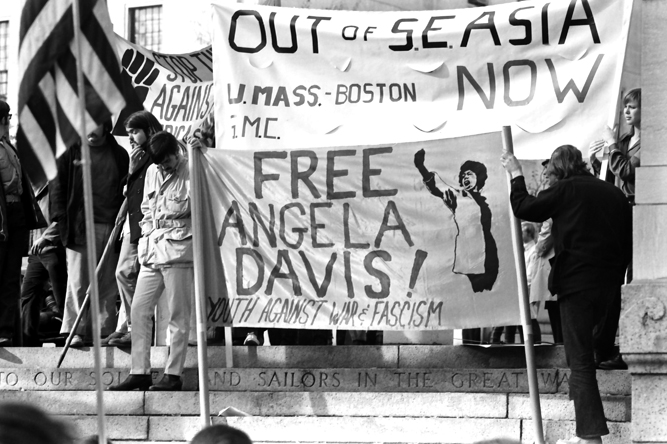
المطالبة بالحرية والإفراج لأنجيلا ديفيس بوستون 1970

ولدت أنجيلا ديفيس في عائلة من الطبقة الوسطى[ ؟ ] السوداء بالولايات المتحدة الأمريكية. وعندما كانت في عمر الخامسة عشر، رزقت بمنحة لجنة خدمة الأصدقاء الأمريكين بنيويورك، وقد تلقت تعليمها في المرحلة الثانوية بمدرسة (الأحمر الصغير) لاليزابيث اروين، وهي مدرسة من المدارس الخاصة[ ؟ ] ، وقد تعرفت في هذه الفترة لأول مرة بالماركسية، وإنضمت في المدرسة إلى الجماعات الشيوعية.
واعتباراً من عام 1961 بدأت بدراسة الادب الفرنسي في جامعة برانديز في والتهام ماساتشوستس، وفي عام 1962 ذهبت إلى فرنسا من أجل الدراسة بجامعة السوربون.
وقد قامت بداية من عام 1960 وما بعدها بسنوات بتنظيم[ ؟ ] العديد من الأغتيالات المدمرة ضد المدافعين عن حقوق الإنسان للسود في برمنغهام. وفي عام 1963 فقد توفي 4 فتيات تعرفهم أنجيلا ديفيس وذلك نتيجة الحريق[ ؟ ] الذي اندلع بمنظمة كو كلوكس كلان بالكنيسة المعمدانية.
وقد تلقت تعليمها من هربرت ماركوز في جامعة برانديز، وبعدها ذهبت إلى ألمانيا من أجل دراسة الفسلسفة وعلم الأجتماع في فرانكفورت في سبتمبر 1965 . وبالإضافة إلى ذلك إنضمت إلى دروس أدورنو وهوركها يمر بجانب العديد من المعلمين أيضاً. وبعدها انضمت إلى اتحاد الطلاب الاشتراكي الألماني في فرانكفورت. وبعدها أصبحت عضو نشط في الأعمال المضادة للحرب بفيتنام. وبذلك بدأت اكتساب قوتها بالمحاربة من أجل حقوق السود بأمريكا[ ؟ ] ، وبعدها عادت إلى أمريكا في أغسطس 1968. وبذلك أنضمت إلى لجنة تنسيق الطلاب ضد العنف، وبعدها بفترة أصبحت عضو في حزب الفهود[ ؟ ] السود. وفي يونيو 1968 أنضمت إلى نادي تشي لومومبا الخاص بالسود الحزب الشيوعي في الولايات المتحدة الأمريكية.
ذهبت ديفيس مع هربرت ماركوز إلى جامعة كاليفورينا، ومن بعدها إلى سان دييغو، وأنهت تعليمها في عام 1968. ومع ذلك بدأت العمل[ ؟ ] كأستاذ مساعد بقرار المحكمة، ولكن بعد أن أصبحت عضو بالحزب الشيوعي، انفصلت عن عملها في 1970. وبعد أن تفجرت مشكلة عضوية الحزب، انفصلت عن العمل[ ؟ ].
وقد طلبت أنجيلا ديفيس -من جورج جاكسون عضو حزب الفهود السود والذي سجن لمدة 18 عام- تأليف كتاب حول أوضاع السجون. وكتب بذلك كتاب سوليداد براذر. وفي أغسطس 1970، فقد قام جوناثان من أجل إنقاذ أخيه جاسكون بهجوم مسلح في قاعة المحكمة. ونتيجة لهذا الهجوم فقد قتل 4 من رجال الشرطة. وبعد اثبات ان هذه الأسلحة تعود إلى أنجيلا ديفيس، تم اتهامها بأمتلاكها لأسلحة هجومية.
وعندئذ انضمت إلى قائمة (الأمريكين المطلوبين على ذمة قضايا).وبعد أسابيع قليلة قد تم أعتقالها. وقد أرادوا الحكم[ ؟ ] عليها بالاعدام، وذلك لقيامها بعمليات اجرامية تدعم الارهاب. ونتيجة القاء القبض عليها قد بدأت العديد من المظاهرات من جميع أنحاء العالم تندد بالعمل الأمريكي ضد أنجيلا ديفيس. ولكن بعدها بعامين في 4 يونيو 1972 تم اظهار برائتها، وتبرئتها من الجريمة الواقعة على عاتقها. وبذلك عرفت أنجيلا ديفيس من أبرز المعتقلين السياسين في تركيا وأمريكا إلى اليوم.
وفي الفترة من 1975-1977 بدأت بأعطاء دروس فيما يخص المرأة والأخلاق للأفارقة في كلية كليرمونت، وبعدها في جامعة الدولة بسان فرانسيسكو.
وفي انتخابات 1980 و1984 أصبحت مُرشحاً لمنصب نائب الرئيس الأمريكي.
وفي عام 1991 قد قامت بتأسيس جمعية[ ؟ ] الاشتراكية والديمقراطية من أجل المراسلات مع أصدقائها اليسارين وأعضاء الحزب الشيوعي. ومازلت تعرف أنجيلا ديفيس على أنها شيوعية.
في الفترات الأخيرة فقد كانت من أهم أعمالها المهمة والبارزة (السجينات-المجمع الصناعي).وفي هذه الدراسة فقد تناولت فيها أنجيلا الأبعاد الدولية للهجوم على العرق[ ؟ ] والجنس[ ؟ ] بأمريكا. وقد نشرت هذه الدراسة في 2003، وقد طورت الأفكار الخاصة بكيفية الوصول إلى النجاح في الأوساط الأجتماعية من خلال الظروف في الافكار، والديمقراطية، والحرب، والعبودية.
وعملت أنجيلا ديفيس كأستاذ في سانتا كروز، بجامعة كاليفورنيا. وبعدها أصبحت المُتحدثة باسم الحملة المسؤولة عن عقوبة الإعدام.

## الجوائز
-حصلت أنجيلا ديفيس عام 1972 على عضوية الشرف بمدينة ماغدبورغ، في أول زيارة لها ل ألمانيا الشرقية، وهي المرأة الوحيدة التي حصلت على هذه الجائزة إلى الآن.
-ٱهديت إليها أغنية خاصة بها والتي قام بها أنجيلا في البوم بعض الوقت في نيويورك في عام 1972.
-وأيضاً أغنية سويت بلاك أنجيل في ألبوم رولينج ستومز المسمى بالشارع الرئيسي في عام 1972.
-نشرت أغنية لأنجيلا ديفيس لفرانز جوزيف ديجينهاردت، وذلك في ألبوم موتر ماتيلد عام 1972.
-حصلت على جائزة لينين للسلام عام 1979.
-حصلت على جائزة حقوق الإنسان عام 2004، وذلك بغزلشافت زوم شوتز فون أوند بورجرتش اند مونشيأندرو
-طبعت تي شيرتات كثيرة عليها صورة تخص أنجيلا ديفيس.

## كتابتها

### بالأنجليزية
-إذا جاءوا في الصباح[ ؟ ] ،أصوات المقاومة 1971
-بيان الدفاع[ ؟ ] بأفتتاح الصنع 1972
-أنجيلا ديفيس، السيرة الذاتية: 1974
-النساء[ ؟ ] ، سباق الفئة، 1981
-العنف ضد المرأة، التحدي المستمر للعنصرية، 1985
-المرأة، والثقافة والسياسة 1989
-الموروثات، الأسود النسوية. جيرترود (ما)، بيسى سميث، ويبلي هوليداي، 1999
-أنجيلا ديفيس، قاريء، 1999
-هل السجون متقدمة؟ 2003
-ألغاء الديمقراطية، ما بعد الإمبراطورية، السجون، التعذيب 2005

### بالتركية
-المرأة، العرق[ ؟ ] ، أنجيلا ديفيس. ترجمة: أنجي شليك، المنشورات الاشتراكية، اسطنبول، 1994.
-لو تأتي في الفجر[ ؟ ] ، أنجيلا ديفيس. ترجمة: حميد بوزاك، مكتبات أجنورا، علم النفس بين الجنسين، إسطنبول،2008، طبعة 9786050060164.

## الأدب
-روبرت لومينا وسيغفريد هونسش: أنجيلا ديفيس أودر دير. الملكي: ألبرشت سوراكو، راديو ميزة 1971
-أنجيلا ديفيس لجنة التضامن: مثال أنجيلا ديفيس، مؤتمر في فرانكفورت، الخطب والمحاضرات والبروتوكولات المناقشة. فيشر، فرانكفورت عام 1972، الطبعة 3-436-016023-9
-جوهانا ماير لينز نينا ماجكيرت: أنجيلا ديفيس، على بناء هوية سياسية الأفرو الأمريكية في سياق حركة 68، منشورات بورغهاردت شميت، حقوق الإنسان من العصور القديمة حتى الوقت الحاضر، منشورات دوبو، هامبورغ عام 2006، صفحة 255-276. طبعة 3-934632-10-6
-ريجينا ندالسون: من هي أنجيلا ديفيس؟ سيرتها الذاتية. منشورات، نيويورك 1972.
-والتر كاوفمان: مداخل إلى أنجيلا ديفيس، مقدمة بقلم فيكتور غروسمان. الأطلسي، بريمن عام 2005، طبعة 3-926529-96-2
-فريمان ضيف السؤال الميلاد، ماغديبرغ صوت الشعب، 20 يناير 2005.
-كلاوس ستوني: أنجيلا ديفيس، امرأة تكتب التاريخ، الحياة الجديدة، فبراير 2010، طبعة 978-3-355-01767-1
-بيتس وباير: أنجيلا ديفيس. كتب واسطوانات، مكتبة المقاومة، منشورات ليقيا.هامبورغ مارت 2010، طبعة 978-3-942281-71-3

## الروابط الخارجية
- أنجيلا ديفيس على موقع IMDb (الإنجليزية)
- أنجيلا ديفيس على موقع الموسوعة البريطانية (الإنجليزية)
- أنجيلا ديفيس على موقع مونزينجر (الألمانية)
- أنجيلا ديفيس على موقع ألو سيني (الفرنسية)
- أنجيلا ديفيس على موقع ميوزك برينز (الإنجليزية)
- أنجيلا ديفيس على موقع أول موفي (الإنجليزية)
- أنجيلا ديفيس على موقع قاعدة بيانات الأفلام السويدية (السويدية)
- أنجيلا ديفيس على موقع إن إن دي بي (الإنجليزية)
- أنجيلا ديفيس على موقع أول ميوزيك (الإنجليزية)
- أنجيلا ديفيس على موقع ديسكوغز (الإنجليزية)
- FemBiographie Angela Davis
- Angela Davis serbest bırakıldı (Almanca)
- USA: Black Panther Party (BPP) und Angela Davis - Materialien zur Analyse von Opposition (Almanca)
- Junge Welt: Der Afro-Look von Angela Davis, 14. Juni 2003
- University of California at Santa Cruz/Humanities Division, Feminist Studies Faculty: Angela Davis, 4. Juni 2007